# Skispringen in Finnland

Logo des Finnischen Skiverbands

Die Finnische Skisprungnationalmannschaft vertritt Finnland im Skispringen und war in dieser Sportart zeitweise eine der besten der Welt. Die Finnen konnten bisher 15 Teamspringen sowie 151 Einzelwettbewerbe im Weltcup gewinnen.

## Geschichte

### Erste Jahre im Weltcup (1979–1982)
In der ersten Weltcup-Saison 1979/80 erzielten die Finnen eher durchwachsene Resultate. In der Gesamtwertung war Jari Puikkonen als Zehnter bester Finne. Beim ersten Weltcup-Springen in Cortina d’Ampezzo kam kein Finne unter die besten 15. Beim Neujahrsspringen in Garmisch-Partenkirchen war Jari Puikkonen der erste Finne überhaupt, der auf das Podest kam. Er belegte den zweiten Rang. Danach blieben die Finnen in dieser Saison lange erfolglos. Überraschend gewann bei den Olympischen Winterspielen 1980 in Lake Placid mit Jouko Törmänen ein Finne Gold von der Großschanze. Im März waren die Finnen dann auch im Weltcup erfolgreich. Am 11. März 1980 war Jouko Törmänen der erste Finne, der ein Weltcup-Springen gewinnen konnte. Am Ende belegte man mit 249 Punkten den fünften Platz in der Gesamtwertung.
Die Saison 1980/81 lief für Finnland dann besser. Bei der Vierschanzentournee belegte Jari Puikkonen zum Auftakt in Oberstdorf den dritten Platz. In Innsbruck gelang ihm der erste Weltcupsieg seiner Karriere. In der Vierschanzentournee-Gesamtwertung belegte er den dritten Platz. Im Laufe dieser Saison gab es mehrere weitere finnische Podestplätze, große Erfolge gelangen den Finnen aber nicht mehr. Nennenswert sind noch das bei der Skiflug-WM 1981 Jari Puikkonen die Goldmedaille gewann und ihm in Lahti ein Doppelsieg gelang. In der Nationenwertung verbesserte sich Finnland allerdings von Platz fünf auf Platz drei. Man holte 412 Punkte.
In der Saison 1981/82 schlug die Stunde des Matti Nykänen. Zunächst gewann er das Auftaktspringen der Vierschanzentournee in Oberstdorf, dann gewann er Gold bei den Nordischen Skiweltmeisterschaften. Schließlich gewann er noch ein Skifliegen in Bad Mitterndorf. Zudem gelangen ihm in dieser Saison zwei zweite Plätze. Am Ende belegte er den vierten Platz der Gesamtwertung. Bei der WM konnte auch Jari Puikkonen als Zweiter von der Normalschanze eine Medaille holen. Zudem belegte Pentti Kokkonen in Lahti den zweiten Platz. Am Ende belegte Finnland mit 301 Punkten erneut den dritten Platz in der Gesamtwertung.

### Dominantes Jahrzehnt (1982–1992)

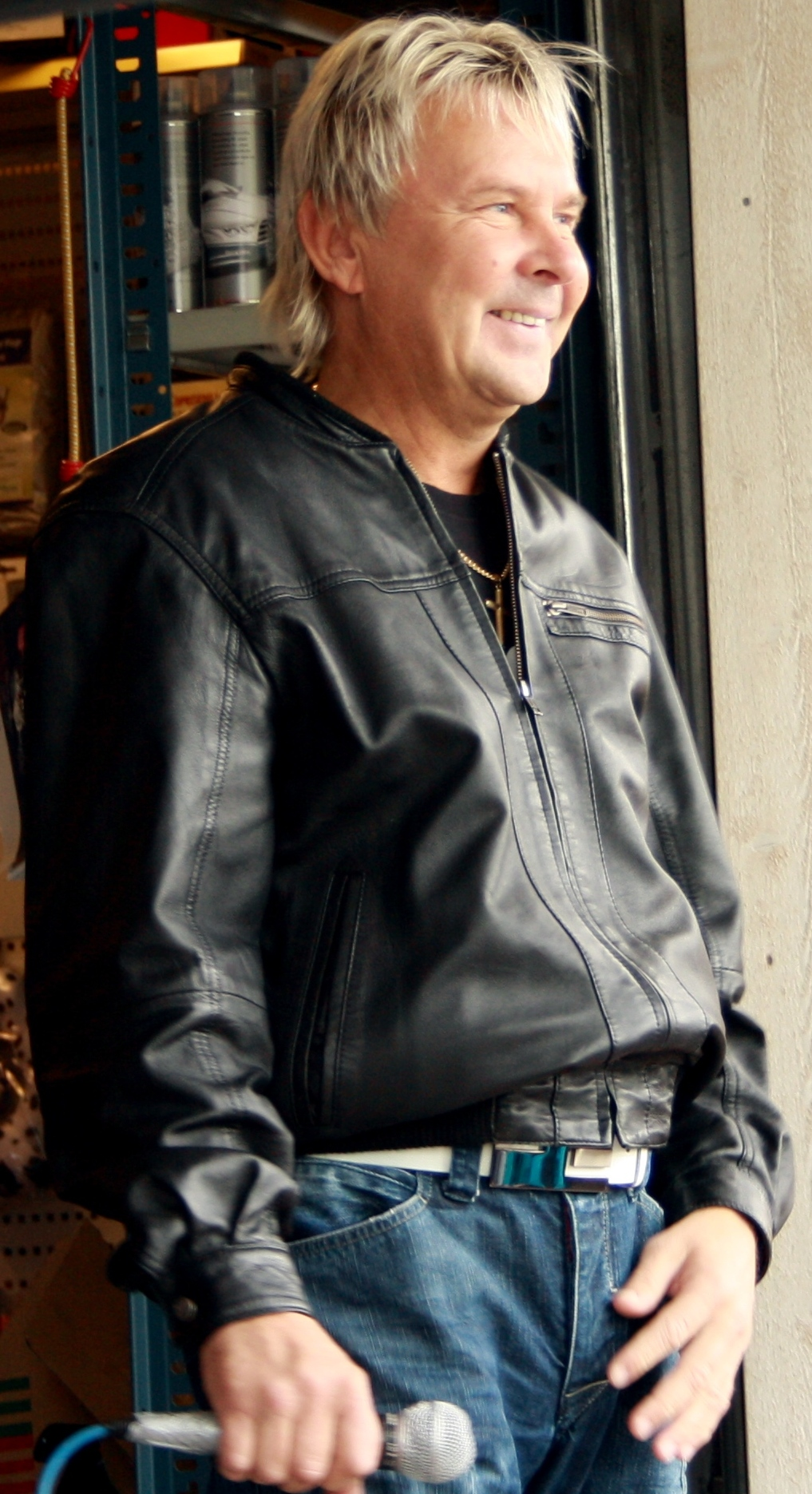
Matti Nykänen

Die Saison 1982/83 dominierte mit Matti Nykänen ein Finne. Nach dem Sieg zum Saisonauftakt in Cortina d’Ampezzo gewann Nykännen auch die Gesamtwertung der Vierschanzentournee. Dabei gewann er das dritte Springen in Innsbruck. Direkt nach der Vierschanzentournee wurde in Harrachov Markku Pusenius Zweiter. Nykänen gewann dann noch die beiden Springen in Lake Placid, ein Springen in Thunder Bay, alle drei Skifliegen in Vikersund, ein Springen in Falun und ein Springen in Planica. Zudem gelangen ihm in dieser Saison zwei zweite Plätze und ein dritter Platz. Zudem gewann er bei der Skiflug-WM in Harrachov die Bronzemedaille. Neben Matti Nykänen und Markku Pusenius, der nach seinem zweiten Platz, am nächsten Tag noch einmal Dritter wurde, gelangen auch Pentti Kokkonen (drei dritte Plätze) und Tuomo Ylipulli (ein dritter Platz) Podestplätze. Am Ende belegte Finnland mit 696 Punkten den zweiten Platz der Nationenwertung und Matti Nykänen war zum ersten Mal in seiner Karriere Weltcup-Sieger geworden.
In der Saison 1983/84 war Matti Nykänen erneut bester Finne und auch der einzige der Weltcups gewinnen konnte, er war allerdings nicht so dominant wie letzte Saison. Nach mehreren zweiten und dritten Plätzen zu Beginn und einem dritten Platz in der Gesamtwertung der Vierschanzentournee konnte er jedoch bei den Olympischen Winterspielen 1984 in Sarajevo auftrumpfen. Nach einem zweiten Platz von der Normalschanze gewann er von der Großschanze die Goldmedaille. Von der Normalschanze gewann mit Jari Puikkonen ein weiterer Finne die Bronzemedaille. Puikkonen war bereits vorher bei zwei Springen Dritter geworden. In Sapporo hatte zudem Veli-Matti Ahonen zwei zweite Plätze belegt. Da bei Olympia noch kein Teamwettbewerb ausgetragen wurde, wurde dieser direkt nach Olympia in Engelberg nachgeholt. Finnland gewann dabei mit Markku Pusenius, Pentti Kokkonen, Jari Puikkonen und Matti Nykänen die Goldmedaille. Danach gab es in Lahti erstmals einen finnischen Doppelsieg im Skisprung-Weltcup – und das bei beiden Springen. Anschließend wurde Nykänen noch zweimal Erster und einmal Zweiter. Finnland gewann zum ersten Mal die Weltcup-Gesamtwertung im Team. Im Einzel war Nykänen als Zweiter bester Finne.
Die Saison 1984/85 war die Saison der Finnen. Finnland holte sechs von 21 ersten, acht von 21 zweiten, und zwei von 21 dritten Plätzen. Beim ersten Springen der Saison in Thunder Bay wurde Pentti Kokkonen Zweiter. Beim zweiten Springen wurde Jari Puikkonen ebenfalls Zweiter, was er eine Woche später in Lake Placid wiederholte. Bei der Vierschanzentournee wurde Matti Nykänen Zweiter in Oberstdorf und Erster in Innsbruck. In der Gesamtwertung wurde Nykänen Zweiter. Jari Puikkonen belegte zudem beim Neujahrsspringen in Garmisch-Partenkirchen den zweiten Platz. Wenig später bei der Nordischen Skiweltmeisterschaften gab es für Finnland auf der Normalschanze keine Medaille. Von der Großschanze gewann jedoch Jari Puikkonen Silber und Matti Nykänen Bronze. Im Teamwettbewerb gewann Finnland mit Tuomo Ylipulli, Pentti Kokkonen, Matti Nykänen und Jari Puikkonen die Goldmedaille. Anschließend gewann Nykänen noch fünf Springen und belegte drei zweite Plätze. Zudem wurden Ylipulli und Puikkonen je einmal Dritter. Matti Nykänen gewann bei der Skiflug-WM in Planica die Goldmedaille. Am Ende wurde Matti Nykänen zum zweiten Mal Weltcup-Gesamtsieger im Einzel und Finnland zum zweiten Mal Gesamtsieger im Team.
In der Saison 1985/86 konnten insgesamt drei Finnen Weltcups für sich entscheiden: Matti Nykänen (7 Siege), Pekka Suorsa (2) und Jari Puikkonen (1). Zum Auftakt der Weltcup-Saison in Thunder Bay belegte Matti Nykänen den dritten Platz. Nachdem die Finnen zwei Wochen ohne Podestplatz geblieben waren, konnte in Chamonix Pekka Suorsa seinen ersten Weltcupsieg feiern. Wenige Tage später gewann er beim Auftakt der Vierschanzentournee in Oberstdorf erneut. Dies sollten seine einzigen Weltcupsiege bleiben. In Innsbruck gewann dann Jari Puikkonen, Anssi Nieminen wurde Dritter. Puikkonen belegte dann den dritten Platz der Gesamtwertung der Vierschanzentournee. Wenig später feierte Matti Nykänen in Harrachov seinen ersten Saisonsieg. Im Laufe der Saison konnte Nykänen noch sechs weitere Siege sowie drei zweite und drei dritte Plätze feiern. Zudem wurde er bei der Skiflug-WM in Bad Mitterndorf Dritter. Außer ihm konnten nach der Tournee nur noch Puikkonen und Suorsa je einen Podestplatz in Lahti erreichen. Sie belegten je den zweiten Platz. Am Ende belegte Finnland den zweiten Platz in der Nationenwertung und Nykänen wurde zum dritten Mal Weltcup-Gesamtsieger.
In der Saison 1986/87 war erneut Matti Nykänen bester Finne, allerdings gelangen auch anderen Finnen Podestplätze. Zum Auftakt der Saison in Thunder Bay wurde Nykänen als bester Finne Zweiter und Jukka Kalso Dritter. Am nächsten Tag gewann Nykänen. Danach gab es bei der Vierschanzentournee erneut finnische Podestplätze, allerdings nur sporadisch. In Garmisch-Partenkirchen wurde Jukka Kalso Zweiter, Tuomo Ylipulli gewann in Bischofshofen. Nachdem Ari-Pekka Nikkola direkt nach der Tournee als Dritter in Štrbské Pleso den ersten Podestplatz seiner Karriere feierte, konnten die Finnen erst wieder gegen Ende der Saison Podestplätze feiern. Dies begann bei den Nordischen Skiweltmeisterschaften in Oberstdorf, als Matti Nykänen von der Normalschanze den zweiten Platz belegte und Finnland im Team mit Matti Nykänen, Ari-Pekka Nikkola, Tuomo Ylipulli und Pekka Suorsa die Goldmedaille gewann. Danach gab es bei vier Weltcup-Springen in Folge finnische Sieger. In Lahti gewann Ari-Pekka Nikkola das erste Springen, Matti Nykänen das zweite. In Örnsköldsvik gewann erneut Nikkola, in Falun erneut Nykänen. Zudem wurde Tuomo Ylipulli beim ersten Springen in Lahti Dritter, beim zweiten belegte er den zweiten Platz. Pekka Suorsa wurde in Falun Dritter. Zum Abschluss der Saison in Oslo konnte mit Ari-Pekka Nikkola als Zweiter nochmal ein Finne einen Podestplatz belegen. Am Ende wurde Matti Nykänen mit 133 Punkten als Sechster bester Finne und Finnland belegte in der Nationenwertung mit 539 Punkten den zweiten Platz.
Nachdem in der letzten Saison die Spitze der finnischen Skispringer enger zusammengerückt war, konnte in der Saison 1987/88 nur Matti Nykänen Podestplätze erreichen. Er gewann zehnmal und belegte zweimal den zweiten Platz. Zum Auftakt in Thunder Bay gewann er beide Springen, ebenso zwei Wochen später in Sapporo. Die Vierschanzentournee dominierte er fast nach Belieben. Nachdem er zum Auftakt der Tournee in Oberstdorf nur Zweiter wurde, gewann er anschließend die andern drei Springen und souverän die Gesamtwertung der Vierschanzentournee. Nykännen gewann in St. Moritz und belegte in Engelberg den zweiten Rang. Bei den Olympischen Winterspielen 1988 gewann Nykänen sowohl von der Groß- als auch von der Normalschanze. Auch im Team konnte Finnland mit Matti Nykänen, Ari-Pekka Nikkola, Tuomo Ylipulli und Jari Puikkonen die Goldmedaille gewinnen. In Lahti gelang Nykänen zum dritten Mal in dieser Saison nach Thunder Bay und Sapporo ein Doppelsieg. Bei der Skiflug-WM in Oberstdorf gewann er die Bronzemedaille. Am Ende gewann Nykänen mit 282 Punkten den Gesamtweltcup und Finnland mit 541 Punkten die Nationenwertung.
In der Saison 1988/89 konnten wieder mehr Finnen Podestplätze erreichen. Matti Nykänen war in dieser Saison nur der drittbeste Finne. Gleich beim ersten Springen in Thunder Bay wurde Risto Laakkonen Zweiter, Matti Nykänen belegte den dritten Rang. Am nächsten Tag konnte er sogar seinen ersten Weltcupsieg feiern. Wenig später wurde in Lake Placid Pekka Suorsa Dritter. In Sapporo konnte Nykänen beim ersten Springen gewinnen, während er beim zweiten Dritter wurde. Hier wurde Ari-Pekka Nikkola Zweiter. Bei der Vierschanzentournee konnten die Finnen immer bei je mindestens einem Springen einen Podestplatz feiern. In Oberstdorf wurde Laakkonen Zweiter, Nykänen Dritter. In Garmisch-Partenkirchen gewann Nykänen, Laakkonen belegte den dritten Platz. In Innsbruck und Bischofshofen war Nikkola je der zweitbeste Springer. Laakkonen gewann die Gesamtwertung, ohne auch nur eine Etappe gewonnen zu haben. Nykänen belegte punktgleich mit Jens Weißflog den zweiten Platz. Nach der Tournee wurde Nikkola in Liberec Dritter, Laakkonen in Harrachov Zweiter. Bei der Heim-WM in Lahti waren die Finnen die stärkste Nation. Von der Normalschanze wurde Nikkola Zweiter, von der Großschanze gewann Jari Puikkonen völlig überraschend die Goldmedaille, Nykänen gewann Bronze. Im Team gewann Finnland mit Ari-Pekka Nikkola, Jari Puikkonen, Matti Nykänen und Risto Laakkonen zum vierten Mal in Folge die Goldmedaille bei einer WM. Danach wurde Nikkola in Örnsköldsvik Zweiter und in Planica Dritter. Am Ende belegte Finnland mit 460 Punkten den zweiten Platz in der Nationenwertung. Erstmals seit Jahren war Nykänen nur drittbester Finne, als Neunter in der Gesamtwertung. Nikkola wurde Fünfter und Laakkonen Siebter.
In der Saison 1989/90 konnten drei Finnen Podestplätze erzielen (Risto Laakkonen, Ari-Pekka Nikkola, Matti Nykänen). Zum Saisonauftakt in Thunder Bay war Nikkola als Dritter bester Finne. Laakkonen konnte am nächsten Tag gewinnen. Eine Woche später belegte Nykänen in Lake Placid den zweiten Platz. Nikkola konnte beim zweiten Springen dort seinen ersten Saisonsieg feiern. Beim Neujahrsspringen in Garmisch-Partenkirchen belegte Laakkonen den zweiten Platz und am Ende den dritten in der Tourneegesamtwertung, nachdem Nikkola das Springen in Innsbruck für sich entscheiden konnte. Danach gab es in dieser Saison nur noch von Nikkola Podestplatzierungen. In Gstaad wurde er Dritter und siegte in Engelberg. Bei der Skiflug-WM in Vikersund gewann Nykänen die Silbermedaille. Beim Heim-Weltcup in Lahti gelangen Nikkola noch zwei dritte Plätze. In Sollefteå wurde er wie in Planica Zweiter. Das letzte Springen der Saison dort gewann er jedoch. Mit 287 Punkten konnte Nikkola zum ersten und einzigen Mal den Gesamtweltcup gewinnen. Finnland belegte mit 502 Punkten den dritten Platz in der Nationenwertung.
In der Saison 1990/91 konnten zahlreiche Finnen Podestplätze erringen. Zum Saisonauftakt in Lake Placid wurde Ari-Pekka Nikkola Zweiter und Anssi Nieminen Dritter. Eine Woche später gelang Nikkola als Dritter seine nächste Podestplatzierung. Ebenso Dritter wurde Vesa Hakala in Sapporo. Während der Vierschanzentournee gelang Nikkola in Innsbruck der einzige finnische Saisonsieg. In Bischofshofen wurde er Dritter. Während den Nordischen Skiweltmeisterschaften 1991 im Val di Fiemme gewann Nikkola Bronze von der Normalschanze, im Team gewannen die Finnen mit Nikkola, Raimo Ylipulli, Hakala und Risto Laakkonen die Silbermedaille. Danach gab es noch drei Podestplatzierungen: Nikkola Zweiter (Bad Mitterndorf), Laakkonen Zweiter (Bollnäs) und Ylipulli Dritter (Štrbské Pleso). Bester Finne in der Gesamtwertung war Nikkola als Fünfter.

## Erfolge

### Medaillengewinner bei Olympischen Winterspielen
| Jahr und Ort      | Wettbewerb    | Medaillen                                                     | Medaillen                                                           | Medaillen       |
| Jahr und Ort      | Wettbewerb    | Gold                                                          | Silber                                                              | Bronze          |
| ----------------- | ------------- | ------------------------------------------------------------- | ------------------------------------------------------------------- | --------------- |
| 1956 Pragelato    | Normalschanze | Antti Hyvärinen                                               | Aulis Kallakorpi                                                    | –               |
| 1960 Squaw Valley | Normalschanze | –                                                             | Niilo Halonen                                                       | –               |
| 1964 Innsbruck    | Normalschanze | Veikko Kankkonen                                              | –                                                                   | –               |
| 1964 Innsbruck    | Großschanze   | –                                                             | Veikko Kankkonen                                                    | –               |
| 1980 Lake Placid  | Großschanze   | Jouko Törmänen                                                | –                                                                   | Jari Puikkonen  |
| 1984 Hadžići      | Normalschanze | –                                                             | Matti Nykänen                                                       | Jari Puikkonen  |
| 1984 Hadžići      | Großschanze   | Matti Nykänen                                                 | –                                                                   | –               |
| 1988 Calgary      | Normalschanze | Matti Nykänen                                                 | –                                                                   | –               |
| 1988 Calgary      | Großschanze   | Matti Nykänen                                                 | –                                                                   | –               |
| 1988 Calgary      | Mannschaft    | Ari-Pekka Nikkola Matti Nykänen Tuomo Ylipulli Jari Puikkonen | –                                                                   | –               |
| 1992 Courchevel   | Normalschanze | –                                                             | –                                                                   | Toni Nieminen   |
| 1992 Courchevel   | Großschanze   | Toni Nieminen                                                 | –                                                                   | –               |
| 1992 Courchevel   | Mannschaft    | Ari-Pekka Nikkola Mika Laitinen Risto Laakkonen Toni Nieminen | –                                                                   | –               |
| 2002 Park City    | Großschanze   | –                                                             | –                                                                   | Matti Hautamäki |
| 2002 Park City    | Mannschaft    | –                                                             | Matti Hautamäki Veli-Matti Lindström Risto Jussilainen Janne Ahonen | –               |
| 1998 Hakuba       | Normalschanze | Jani Soininen                                                 | –                                                                   | –               |
| 1998 Hakuba       | Großschanze   | –                                                             | Jani Soininen                                                       | –               |
| 2006 Pragelato    | Normalschanze | –                                                             | Matti Hautamäki                                                     | –               |
| 2006 Pragelato    | Mannschaft    | –                                                             | Tami Kiuru Janne Happonen Janne Ahonen Matti Hautamäki              | –               |
| Anzahl            |               | 10                                                            | 08                                                                  | 04              |

### Weltcupsiege
| Nr. | Datum             | Ort        | Typ           |
| --- | ----------------- | ---------- | ------------- |
| 01. | 28. Januar 1995   | Lahti      | Großschanze   |
| 02. | 9. Dezember 1995  | Planica    | Großschanze   |
| 03. | 23. Februar 1996  | Trondheim  | Großschanze   |
| 04. | 8. März 1997      | Lahti      | Großschanze   |
| 05. | 25. Januar 2000   | Hakuba     | Großschanze   |
| 06. | 4. März 2000      | Lahti      | Großschanze   |
| 07. | 2. Februar 2001   | Willingen  | Großschanze   |
| 08. | 17. März 2001     | Planica    | Flugschanze   |
| 09. | 9. Dezember 2001  | Villach    | Normalschanze |
| 10. | 2. März 2002      | Lahti      | Großschanze   |
| 11. | 23. März 2002     | Planica    | Flugschanze   |
| 12. | 21. März 2003     | Planica    | Flugschanze   |
| 13. | 5. Februar 2006   | Willingen  | Großschanze   |
| 14. | 29. November 2008 | Kuusamo    | Großschanze   |
| 15. | 15. Februar 2009  | Oberstdorf | Flugschanze   |

### Grand-Prix-Siege
| Nr. | Datum          | Ort          | Typ           |
| --- | -------------- | ------------ | ------------- |
| 01. | 5. August 2000 | Hinterzarten | Normalschanze |

## Statistik

### Platzierungen in der Nationenwertung

#### Weltcup
| Saison  | Platz | Punkte |
| ------- | ----- | ------ |
| 1979/80 | 05.   | 0279   |
| 1980/81 | 03.   | 0412   |
| 1981/82 | 03.   | 0301   |
| 1982/83 | 02.   | 0696   |
| 1983/84 | 01.   | 0558   |
| 1984/85 | 01.   | 0577   |
| 1985/86 | 02.   | 0720   |
| 1986/87 | 02.   | 0539   |
| 1987/88 | 01.   | 0541   |
| 1988/89 | 02.   | 0460   |
| 1989/90 | 03.   | 0502   |
| 1990/91 | 01.   | 0347   |
| 1991/92 | 02.   | 0491   |
| 1992/93 | 08.   | 0096   |
| 1993/94 | 05.   | 1626   |
| 1994/95 | 01.   | 3457   |

| Saison  | Platz | Punkte |
| ------- | ----- | ------ |
| 1995/96 | 01.   | 5079   |
| 1996/97 | 03.   | 3077   |
| 1997/98 | 04.   | 2758   |
| 1998/99 | 05.   | 2457   |
| 1999/00 | 01.   | 5219   |
| 2000/01 | 01.   | 4591   |
| 2001/02 | 03.   | 4691   |
| 2002/03 | 02.   | 3716   |
| 2003/04 | 02.   | 4042   |
| 2004/05 | 02.   | 4711   |
| 2005/06 | 03.   | 3456   |
| 2006/07 | 04.   | 2427   |
| 2007/08 | 03.   | 3627   |
| 2008/09 | 02.   | 4270   |
| 2009/10 | 04.   | 2093   |
| 2010/11 | 05.   | 2443   |

| Saison  | Platz | Punkte |
| ------- | ----- | ------ |
| 2011/12 | 10.   | 0611   |
| 2012/13 | 11.   | 0287   |
| 2013/14 | 08.   | 1090   |
| 2014/15 | 09.   | 0760   |
| 2015/16 | 09.   | 0256   |
| 2016/17 | 11.   | 0164   |
| 2017/18 | 09.   | 0119   |
| 2018/19 | 10.   | 0396   |
| 2019/20 | 10.   | 0243   |
| 2020/21 | 09.   | 0340   |
| 2021/22 | 09.   | 0447   |
| 2022/23 | 08.   | 0459   |
| 2023/24 | 09.   | 0590   |
| 2024/25 | 09.   | 0414   |

| Saison  | Platz | Punkte |
| ------- | ----- | ------ |
| 2011/12 | 10.   | 0080   |
| 2012/13 | 15.   | 0047   |
| 2013/14 | 10.   | 0455   |
| 2014/15 | 10.   | 0121   |
| 2015/16 | 11.   | 0204   |

| Saison  | Platz | Punkte |
| ------- | ----- | ------ |
| 2016/17 | 10.   | 0229   |
| 2017/18 | 11.   | 0100   |
| 2018/19 | 11.   | 0104   |
| 2019/20 | 11.   | 0067   |
| 2020/21 | 11.   | 0072   |

| Saison  | Platz | Punkte |
| ------- | ----- | ------ |
| 2021/22 | 10.   | 0278   |
| 2022/23 | 09.   | 0323   |
| 2023/24 | 08.   | 0815   |
| 2024/25 | 08.   | 0555   |

#### Grand Prix
| Saison | Platz | Punkte |
| ------ | ----- | ------ |
| 1996   | 01.   | 1245   |
| 1997   | 05.   | 0323   |
| 1998   | 04.   | 0497   |
| 1999   | 04.   | 0691   |
| 2000   | 01.   | 1824   |
| 2001   | 06.   | 0324   |
| 2002   | 02.   | 0704   |
| 2003   | 02.   | 0889   |
| 2004   | 07.   | 0659   |
| 2005   | 04.   | 0894   |
| 2006   | 03.   | 0971   |
| 2007   | 06.   | 0845   |

| Saison | Platz | Punkte |
| ------ | ----- | ------ |
| 2008   | 07.   | 0640   |
| 2009   | 06.   | 0685   |
| 2010   | 06.   | 0677   |
| 2011   | 11.   | 0072   |
| 2012   | 15.   | 0079   |
| 2013   | 10.   | 0293   |
| 2014   | 10.   | 0151   |
| 2015   | 07.   | 0640   |
| 2016   | 12.   | 0068   |
| 2017   | 10.   | 0305   |
| 2018   | 15.   | 0012   |
| 2019   | 10.   | 0039   |

| Saison | Platz | Punkte |
| ------ | ----- | ------ |
| 2020   | —     | —      |
| 2021   | 14.   | 0044   |
| 2022   | 09.   | 0135   |
| 2023   | 12.   | 0097   |
| 2024   | 14.   | 0036   |

| Saison | Platz | Punkte |
| ------ | ----- | ------ |
| 2012   | 13.   | 0044   |
| 2013   | 10.   | 0124   |
| 2014   | 08.   | 0024   |
| 2015   | 09.   | 0091   |
| 2016   | 10.   | 0029   |

| Saison | Platz | Punkte |
| ------ | ----- | ------ |
| 2017   | 09.   | 0151   |
| 2018   | —     | —      |
| 2019   | 11.   | 0017   |
| 2020   | —     | —      |
| 2021   | 08.   | 0159   |

| Saison | Platz | Punkte |
| ------ | ----- | ------ |
| 2022   | 12.   | 0090   |
| 2023   | 08.   | 0151   |
| 2024   | 14.   | 0020   |

### Liste der Springer mit Weltcuppunkten
Diese Liste enthält alle finnischen Springer und Springerinnen in alphabetischer Reihenfolge, die Weltcuppunkte holen konnten. Darüber hinaus werden die erste und die letzte Saison, in der die Sportler Weltcuppunkte erzielten, sowie die Anzahl ihrer Weltcupsiege aufgeführt. Die noch aktiven Athleten sind fett markiert.
Männer
Stand: 4. April 2025
| Name                 | Erste Saison | Letzte Saison | Weltcupsiege |
| -------------------- | ------------ | ------------- | ------------ |
| Antti Aalto          | 2017/18      |               | 0            |
| Asko Aalto           | 1979/80      | 1980/81       | 0            |
| Janne Ahonen         | 1992/93      | 2016/17       | 36           |
| Veli-Matti Ahonen    | 1983/84      | 1983/84       | 0            |
| Andreas Alamommo     | 2018/19      | 2018/19       | 0            |
| Lauri Asikainen      | 2012/13      | 2015/16       | 0            |
| Juho Forsman         | 1997/98      | 1997/98       | 0            |
| Lauri Hakola         | 1997/98      | 2006/07       | 0            |
| Vesa Hakala          | 1989/90      | 1994/95       | 0            |
| Janne Happonen       | 2001/02      | 2013/14       | 3            |
| Olli Happonen        | 1992/93      | 1992/93       | 0            |
| Jussi Hautamäki      | 1995/96      | 2008/09       | 0            |
| Matti Hautamäki      | 1997/98      | 2011/12       | 16           |
| Jarkko Heikkilä      | 1989/90      | 1989/90       | 0            |
| Kari Heinonen        | 1979/80      | 1980/81       | 0            |
| Sami Heiskanen       | 2013/14      | 2013/14       | 0            |
| Lassi Huuskonen      | 2000/01      | 2001/02       | 0            |
| Joonas Ikonen        | 2004/05      | 2005/06       | 0            |
| Jouni Johansen       | 1986/87      | 1987/88       | 0            |
| Risto Jussilainen    | 1993/94      | 2005/06       | 2            |
| Jukka Kalso          | 1982/83      | 1986/87       | 0            |
| Ville Kantee         | 1996/97      | 2001/02       | 2            |
| Kalle Keituri        | 2001/02      | 2010/11       | 0            |
| Tami Kiuru           | 1998/99      | 2008/09       | 1            |
| Jani Klinga          | 1994/95      | 1995/96       | 0            |
| Mika Kojonkoski      | 1984/85      | 1986/87       | 0            |
| Anssi Koivuranta     | 2010/11      | 2014/15       | 1            |
| Akseli Kokkonen      | 2002/03      | 2004/05 1     | 0            |
| Pentti Kokkonen      | 1979/80      | 1985/86       | 0            |
| Keijo Korhonen       | 1979/80      | 1982/83       | 0            |
| Tero Koponen         | 1993/94      | 1996/97       | 0            |
| Kai Kovaljeff        | 2008/09      | 2009/10       | 0            |
| Tomas Kuisma         | 2024/25      |               | 0            |
| Kimmo Kylmäaho       | 1984/85      | 1985/86       | 0            |
| Niko Kytösaho        | 2019/20      |               | 0            |
| Pasi Kytösaho        | 1996/97      | 1997/98       | 0            |
| Risto Laakkonen      | 1985/86      | 1991/92       | 2            |
| Mika Laitinen        | 1991/92      | 1999/00       | 5            |
| Arttu Lappi          | 2001/02      | 2007/08       | 1            |
| Jari Larinto         | 1979/80      | 1979/80       | 0            |
| Ville Larinto        | 2007/08      | 2016/17       | 1            |
| Veli-Matti Lindström | 2000/01      | 2006/07       | 0            |
| Jarkko Määttä        | 2010/11      |               | 0            |
| Jani Mattila         | 1993/94      | 1996/97       | 0            |
| Tapio Mikkonen       | 1979/80      | 1979/80       | 0            |
| Jani Mylläri         | 1998/99      | 1998/99       | 0            |
| Olli Muotka          | 2009/10      | 2013/14       | 0            |
| Harry Nakari         | 1981/82      | 1981/82       | 0            |
| Sami Niemi           | 2007/08      | 2014/15       | 0            |
| Anssi Nieminen       | 1985/86      | 1990/91       | 0            |
| Toni Nieminen        | 1991/92      | 2002/03       | 9            |
| Ari-Pekka Nikkola    | 1985/86      | 1997/98       | 9            |
| Kai Nokelainen       | 1986/87      | 1987/88       | 0            |
| Eetu Nousiainen      | 2017/18      |               | 0            |
| Matti Nykänen        | 1981/82      | 1989/90       | 46           |
| Harri Olli           | 2003/04      | 2014/15       | 3            |
| Vilho Palosaari      | 2022/23      |               | 0            |
| Jari Puikkonen       | 1979/80      | 1989/90       | 5            |
| Markku Pusenius      | 1980/81      | 1985/86       | 0            |
| Markku Reijonen      | 1981/82      | 1981/82       | 0            |
| Esko Rautionaho      | 1979/80      | 1979/80       | 0            |
| Pasi Ronkainen       | 1979/80      | 1979/80       | 0            |
| Juha-Matti Ruuskanen | 2003/04      | 2010/11       | 0            |
| Pekka Salminen       | 1998/99      | 2004/05       | 0            |
| Jani Salo            | 1994/95      | 1994/95       | 0            |
| Kimmo Savolainen     | 1993/94      | 1997/98       | 1            |
| Jani Soininen        | 1992/93      | 2000/01       | 4            |
| Pekka Suorsa         | 1985/86      | 1988/89       | 2            |
| Pekka Tolkkinen      | 1980/81      | 1980/81       | 0            |
| Jouko Törmänen       | 1979/80      | 1980/81       | 1            |
| Tero Turkki          | 1994/95      | 1994/95       | 0            |
| Janne Väätäinen      | 1992/93      | 1998/99       | 0            |
| Kasperi Valto        | 2023/24      |               | 0            |
| Janne Ylijärvi       | 2001/02      | 2002/03       | 0            |
| Kari Ylianttila      | 1980/81      | 1981/82       | 0            |
| Kimmo Yliriesto      | 2001/02      | 2009/10       | 0            |
| Heikki Ylipulli      | 1985/86      | 1987/88       | 0            |
| Raimo Ylipulli       | 1990/91      | 1993/94       | 0            |
| Tuomo Ylipulli       | 1982/83      | 1987/88       | 1            |

Frauen
Stand: 4. April 2025
| Name              | Erste Saison | Letzte Saison | Weltcupsiege |
| ----------------- | ------------ | ------------- | ------------ |
| Susanna Forsström | 2013/14      | 2019/20       | 0            |
| Julia Kykkänen    | 2011/12      |               | 0            |
| Jenny Rautionaho  | 2020/21      |               | 0            |

### Liste der Springer mit Grand-Prix-Punkten
Diese Liste enthält alle finnischen Springer und Springerinnen in alphabetischer Reihenfolge, die Grand-Prix-Punkte holen konnten. Darüber hinaus werden die erste und die letzte Saison, in der die Sportler Grand-Prix-Punkte erzielten, sowie die Anzahl ihrer Grand-Prix-Siege aufgeführt. Die noch aktiven Athleten sind fett markiert.
Männer
Stand: 4. April 2025
| Name                 | Erste Saison | Letzte Saison | Grand-Prix-Siege |
| -------------------- | ------------ | ------------- | ---------------- |
| Antti Aalto          | 2017         |               | 0                |
| Janne Ahonen         | 1994         | 2015          | 5                |
| Pasi Ahonen          | 2000         | 2000          | 0                |
| Andreas Alamommo     | 2017         | 2018          | 0                |
| Lauri Asikainen      | 2013         | 2015          | 0                |
| Lauri Hakola         | 1998         | 2004          | 0                |
| Janne Happonen       | 2002         | 2012          | 2                |
| Olli Happonen        | 1995         | 1995          | 0                |
| Jussi Hautamäki      | 1996         | 2008          | 0                |
| Matti Hautamäki      | 2000         | 2011          | 1                |
| Risto Jussilainen    | 1994         | 2002          | 0                |
| Ville Kantee         | 1997         | 2001          | 0                |
| Kalle Keituri        | 2006         | 2010          | 0                |
| Tami Kiuru           | 1995         | 2006          | 0                |
| Anssi Koivuranta     | 2011         | 2014          | 0                |
| Akseli Kokkonen      | 2002         | 2005 1        | 1                |
| Tero Koponen         | 1994         | 1995          | 0                |
| Kai Kovaljeff        | 2007         | 2010          | 0                |
| Niko Kytösaho        | 2019         |               | 0                |
| Pasi Kytösaho        | 1995         | 1995          | 0                |
| Mika Laitinen        | 1995         | 1999          | 1                |
| Arttu Lappi          | 2002         | 2007          | 0                |
| Ville Larinto        | 2007         | 2017          | 0                |
| Veli-Matti Lindström | 2001         | 2007          | 0                |
| Jarkko Määttä        | 2011         |               | 0                |
| Olli Muotka          | 2010         | 2013          | 0                |
| Sami Niemi           | 2008         | 2014          | 0                |
| Toni Nieminen        | 1994         | 2002          | 0                |
| Ari-Pekka Nikkola    | 1994         | 1997          | 2                |
| Eetu Nousiainen      | 2017         |               | 0                |
| Juho Ojala           | 2015         | 2015          | 0                |
| Harri Olli           | 2006         | 2015          | 1                |
| Vilho Palosaari      | 2023         |               | 0                |
| Olli Pekkala         | 2005         | 2005          | 0                |
| Juha-Matti Ruuskanen | 2005         | 2011          | 0                |
| Jarkko Saapunki      | 1995         | 1995          | 0                |
| Pekka Salminen       | 1999         | 2000          | 0                |
| Jani Soininen        | 1994         | 2000          | 0                |
| Tero Turkki          | 1995         | 1995          | 0                |
| Janne Väätäinen      | 1995         | 1996          | 0                |
| Janne Ylijärvi       | 2002         | 2002          | 0                |

Frauen
Stand: 4. April 2025
| Name             | Erste Saison | Letzte Saison | Grand-Prix-Siege |
| ---------------- | ------------ | ------------- | ---------------- |
| Julia Kykkänen   | 2012         |               | 0                |
| Jenny Rautionaho | 2021         |               | 0                |

### Alle Cheftrainer seit 1950

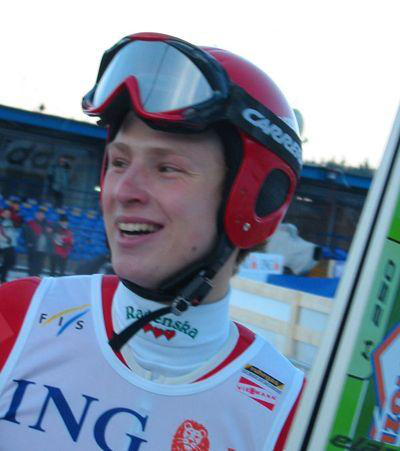
Aktueller Cheftrainer Igor Medved (2003)

| Trainer                         | Zeitraum          |
| ------------------------------- | ----------------- |
| Lasse Johansson                 | 1950 – 1960       |
| Antti Hyvärinen                 | 1960 – 1964       |
| Eino Kirjonen                   | 1964 – 1980       |
| Hannu Lepistö                   | 1980 – 1985       |
| Matti Pulli                     | 1985/86 – 1986/87 |
| Kari Ylianttila                 | 1987/88 – 1993/94 |
| Hannu Lepistö -2-               | 1994/95 – 1998/99 |
| Mika Kojonkoski                 | 1999/00 – 2001/02 |
| Tommi Nikunen                   | 2002/03 – 2007/08 |
| Janne Väätäinen                 | 2008/09 – 2009/10 |
| Pekka Niemelä                   | 2010/11 – 2013/14 |
| Kari Ylianttila -2- Jani Klinga | 2014/15 – 2015/16 |
| Andreas Mitter                  | 2016/17 – 2017/18 |
| Lauri Hakola                    | 2018/19 – 2019/20 |
| Janne Väätäinen -2-             | 2020/21 – 2022/23 |
| Lauri Hakola -2-                | 2023/24           |
| Igor Medved                     | seit 2024/25      |

## Kader

### 2024/25
Männer
| Name            |
| --------------- |
| Antti Aalto     |
| Eetu Nousiainen |
| Vilho Palosaari |
| Kasperi Valto   |

| Name             |
| ---------------- |
| Mico Ahonen      |
| Henri Kavilo     |
| Paavo Romppainen |

| Name            |
| --------------- |
| Tuomas Kinnunen |
| Tomas Kuisma    |
| Tuomas Meis     |
| Riku Vartiainen |

| Name          |
| ------------- |
| Niko Kytösaho |

- Cheftrainer: Igor Medved, Co-Trainer: Lasse Moilanen

Frauen
| Name             |
| ---------------- |
| Jenny Rautionaho |

| Name          |
| ------------- |
| Sofia Mattila |
| Oosa Thure    |

| Name           |
| -------------- |
| Julia Kykkänen |

- Cheftrainer: Ossi-Pekka Valta

### 2021/22
Männer
| Name          |
| ------------- |
| Antti Aalto   |
| Niko Kytösaho |
| Arttu Pohjola |

| Name             |
| ---------------- |
| Vilho Palosaari  |
| Tomas Kuisma     |
| Paavo Romppainen |
| Kasperi Valto    |
| Tuomas Kinnunen  |

| Name             |
| ---------------- |
| Andreas Helanne  |
| Vuokko Hyvärinen |
| Miika Kesti      |
| Pietu Penttilä   |
| Emilia Vidgren   |
| Aatu Ylimäki     |

- Cheftrainer Nationalkader: Janne Väätäinen, Assistent: Frederic Zoz
- Cheftrainer Junioren: Lauri Hakola, Assistent: Olli Muotka
- Jugend-Trainer: Kimmo Yliriesto

Frauen
| Name              |
| ----------------- |
| Julia Kykkänen    |
| Jenny Rautionaho  |
| Susanna Forsström |
| Sofia Mattila     |

- Cheftrainer: Ossi-Pekka Valta

### 2020/21
Männer
| Name             |
| ---------------- |
| Antti Aalto      |
| Eetu Nousiainen  |
| Jarkko Määttä    |
| Andreas Alamommo |
| Niko Kytösaho    |
| Arttu Pohjola    |

| Name             |
| ---------------- |
| Mico Ahonen      |
| Tomas Kuisma     |
| Vilho Palosaari  |
| Paavo Romppainen |
| Kasperi Valto    |

- Cheftrainer: Janne Väätäinen, Assistenztrainer: Lauri Hakola
- Jugend-Trainer: Kimmo Yliriesto

Frauen
| Name                |
| ------------------- |
| Julia Kykkänen      |
| Jenny Rautionaho    |
| Susanna Forsström   |
| Julia Tervahartiala |

- Cheftrainer: Ossi-Pekka Valta

### 2019/20
Männer
| Name             |
| ---------------- |
| Antti Aalto      |
| Eetu Nousiainen  |
| Jarkko Määttä    |
| Andreas Alamommo |

| Name             |
| ---------------- |
| Kalle Heikkinen  |
| Henri Kavilo     |
| Niko Kytösaho    |
| Juho Ojala       |
| Mico Ahonen      |
| Arttu Pohjola    |
| Jonne Veteläinen |

- Cheftrainer: Lauri Hakola, Assistenztrainer: Frédéric Zoz
- Cheftrainer B-Kader: Kai Kovaljeff

Frauen
| Name           |
| -------------- |
| Julia Kykkänen |

| Name                |
| ------------------- |
| Jenny Rautionaho    |
| Susanna Forsström   |
| Julia Tervahartiala |

- Cheftrainer: Ossi-Pekka Valta

### 2018/19
| Name             |
| ---------------- |
| Antti Aalto      |
| Eetu Nousiainen  |
| Jarkko Määttä    |
| Andreas Alamommo |

| Name            |
| --------------- |
| Kalle Heikkinen |
| Henri Kavilo    |
| Niko Kytösaho   |
| Niko Löytäinen  |
| 5. Skispringer  |

### 2017/18
Männer
| Name          |
| ------------- |
| Janne Ahonen  |
| Antti Aalto   |
| Ville Larinto |
| Jarkko Määttä |

| Name             |
| ---------------- |
| Janne Korhonen   |
| Andreas Alamommo |
| Lauri Asikainen  |
| Niko Kytösaho    |
| Eetu Nousiainen  |

| Name              |
| ----------------- |
| Mico Ahonen       |
| Kalle Heikkinen   |
| Henri Kavilo      |
| Wili Loukasmäki   |
| Niko Löytäinen    |
| Juho Ojala        |
| Arttu Pohjola     |
| Frans Tähkävuori  |
| Jonne Veteläinen  |
| Markus Virrantalo |
| Elias Vänskä      |

Frauen
| Name           |
| -------------- |
| Julia Kykkänen |

### 2016/17
Männer
| Name            |
| --------------- |
| Janne Ahonen    |
| Lauri Asikainen |
| Ville Larinto   |
| Jarkko Määttä   |
| Harri Olli      |

| Name             |
| ---------------- |
| Antti Aalto      |
| Janne Korhonen   |
| Eetu Meriläinen  |
| Juho Ojala       |
| Frans Tähkävuori |
| Ossi-Pekka Valta |
| Elias Vänskä     |

| Name             |
| ---------------- |
| Andreas Alamommo |
| Niko Kytösaho    |
| Eetu Nousiainen  |

Frauen
| Name           |
| -------------- |
| Julia Kykkänen |

### 2011/12
| Name             |
| ---------------- |
| Janne Happonen   |
| Matti Hautamäki  |
| Kalle Keituri    |
| Anssi Koivuranta |
| Ville Larinto    |
| Jarkko Määttä    |
| Olli Muotka      |
| Sami Niemi       |

| Name             |
| ---------------- |
| Juuso Heikkinen  |
| Sebastian Klinga |
| Antti Määttä     |
| Juho Ojala       |
| Sami Saapunki    |
| Miika Ylipulli   |

| Name             |
| ---------------- |
| Andreas Alamommo |
| Jakko Hautamäki  |
| Ville Korhonen   |
| Niko Kytösaho    |
| Aaapo Lehtinen   |
| Wili Loukasmäki  |
| Eetu Nousiainen  |
| Joonas Parpala   |
| Elias Vänskä     |

| Name              | Funktion             |
| ----------------- | -------------------- |
| Pekka Niemelä     | Cheftrainer          |
| Ville Kantee      | Co-Trainer Techniker |
| Ari-Pekka Nikkola | Co-Trainer           |
| Janne Frisk       | Skiwart              |

| Name            | Funktion |
| --------------- | -------- |
| Tuomas Virtanan | Trainer  |
| Jukka Ylipulli  | Trainer  |

| Name            | Funktion |
| --------------- | -------- |
| Lauri Hakola    | Trainer  |
| Tuomas Virtanen | Trainer  |

### 2010/11
| Name             |
| ---------------- |
| Janne Ahonen     |
| Janne Happonen   |
| Matti Hautamäki  |
| Kalle Keituri    |
| Anssi Koivuranta |
| Ville Larinto    |
| Olli Muotka      |
| Harri Olli       |

| Name             |
| ---------------- |
| Jarkko Määttä    |
| Sami Niemi       |
| Sami Saapunki    |
| Ossi-Pekka Valta |

| Name             |
| ---------------- |
| Niko Kytösaho    |
| Andreas Alamommo |
| Joonas Parpala   |
| Jaakko Hautamäki |
| Eetu Nousiainen  |
| Ville Korhonen   |
| Wili Loukasmäki  |
| Elias Vänskä     |
| Miika Ylipulli   |

| Name          | Funktion        |
| ------------- | --------------- |
| Pekka Niemelä | Cheftrainer     |
| Ville Kantee  | Co-Trainer      |
| Gerhard Hofer | Techniker       |
| Janne Frisk   | Skiwart         |
| Anssi Örri    | Physiotherapeut |

| Name              | Funktion |
| ----------------- | -------- |
| Ari-Pekka Nikkola | Trainer  |

| Name            | Funktion |
| --------------- | -------- |
| Lauri Hakola    | Trainer  |
| Tuomas Virtanen | Trainer  |

### 2009/10
| Name            |
| --------------- |
| Janne Ahonen    |
| Janne Happonen  |
| Matti Hautamäki |
| Kalle Keituri   |
| Ville Larinto   |
| Sami Niemi      |
| Harri Olli      |

| Name             |
| ---------------- |
| Ville Heikkinen  |
| Ilkka Herola     |
| Jaakko Hautamäki |
| Leevi Hyrkäs     |
| Anselmi Ilola    |
| Wili Loukasmäki  |
| Leevi Mutru      |
| Arttu Mäkiaho    |
| Jarkko Määttä    |
| Eetu Nousiainen  |
| Sebastian Okas   |
| Sami Saapunki    |
| Marcus Torni     |

| Name            | Funktion    |
| --------------- | ----------- |
| Janne Väätäinen | Cheftrainer |
| Pentti Kokkonen | Co-Trainer  |

| Name         | Funktion |
| ------------ | -------- |
| Kari Pätäri  | Trainer  |
| Antti Kuisma | Trainer  |

### 2008/09
| Name            |
| --------------- |
| Janne Happonen  |
| Matti Hautamäki |
| Arttu Lappi     |
| Ville Larinto   |
| Sami Niemi      |

| Name           |
| -------------- |
| Joonas Ikonen  |
| Mika Kauhanen  |
| Kai Kovaljeff  |
| Olli Muotka    |
| Anssi Ylipulli |

| Name                |
| ------------------- |
| Juuso Heikkinen     |
| Juuso Kaisko        |
| Leevi Mutru         |
| Antti Määttä        |
| Jarkko Määttä       |
| Teemu Partanen      |
| Sami Saapunki       |
| Frans Tähkävuori    |
| Janne Tervahartiala |

| Name            | Funktion    |
| --------------- | ----------- |
| Janne Väätäinen | Cheftrainer |
| Pentti Kokkonen | Co-Trainer  |

| Name        | Funktion |
| ----------- | -------- |
| Kari Pätäri | Trainer  |

| Name            | Funktion         |
| --------------- | ---------------- |
| Lauri Hakola    | Trainer          |
| Tuomas Virtanen | Nachwuchsmanager |

### 2007/08
| Name                 |
| -------------------- |
| Janne Ahonen         |
| Janne Happonen       |
| Matti Hautamäki      |
| Tami Kiuru           |
| Arttu Lappi          |
| Veli-Matti Lindström |
| Harri Olli           |

| Name           |
| -------------- |
| Joonas Ikonen  |
| Mika Kauhanen  |
| Kai Kovaljeff  |
| Jere Kykkänen  |
| Ville Larinto  |
| Timo Leppänen  |
| Olli Muotka    |
| Sami Niemi     |
| Jesper Ruuth   |
| Anssi Ylipulli |

| Name             |
| ---------------- |
| Ossi-Pekka Valta |
| Juuso Kaisko     |
| Sami Heiskanen   |
| Kim Havukainen   |
| Jesse Kykkänen   |
| Emppu Karhu      |
| Niko Petjala     |

| Name            | Funktion    |
| --------------- | ----------- |
| Tommi Nikunen   | Cheftrainer |
| Janne Väätäinen | Co-Trainer  |

| Name            | Funktion |
| --------------- | -------- |
| Pentti Kokkonen | Trainer  |
| Sami Leskinen   | Trainer  |
| Kai Lahtinen    | Trainer  |
| Marko Haarala   | Trainer  |

| Name         | Funktion |
| ------------ | -------- |
| Kari Pätäri  | Trainer  |
| Ville Kantee | Trainer  |